# Abutilon abutilon
Abutilon abutilon là một loài thực vật có hoa trong họ Cẩm quỳ. Loài này được (L.) Shafer mô tả khoa học đầu tiên năm 1901.

## Hình ảnh

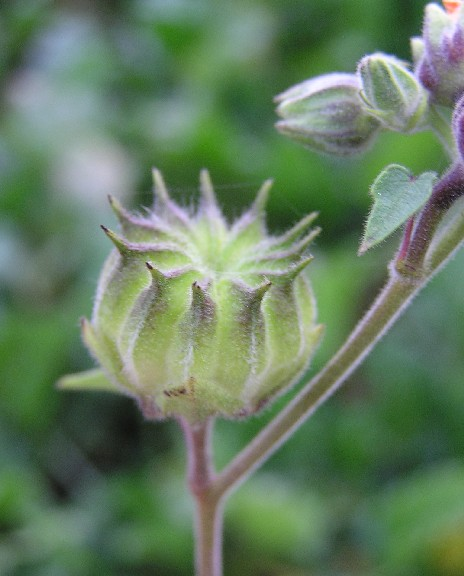
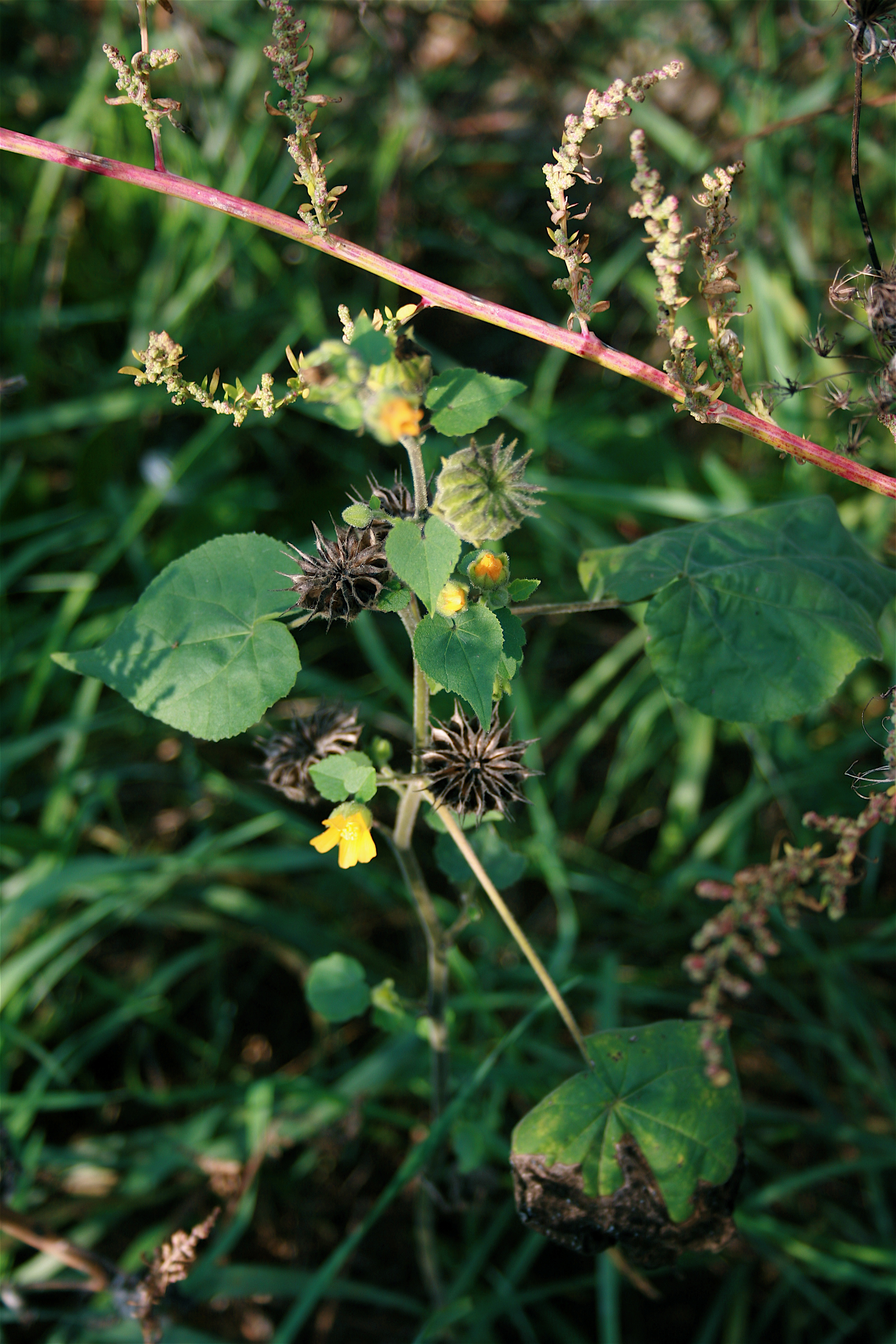
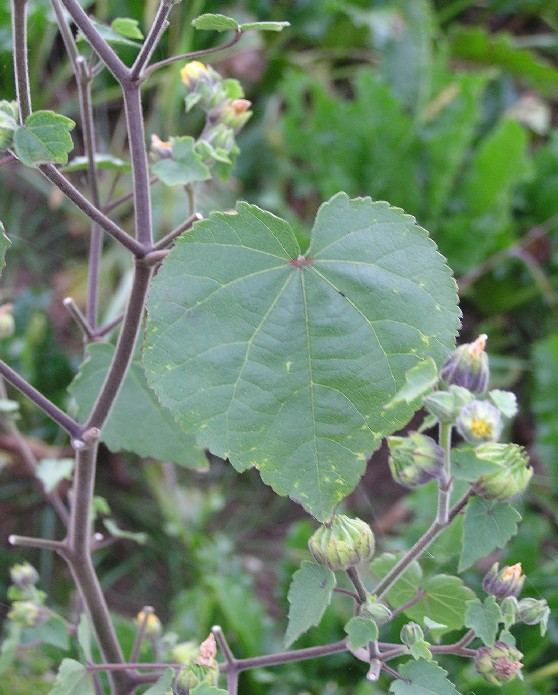
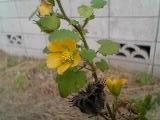
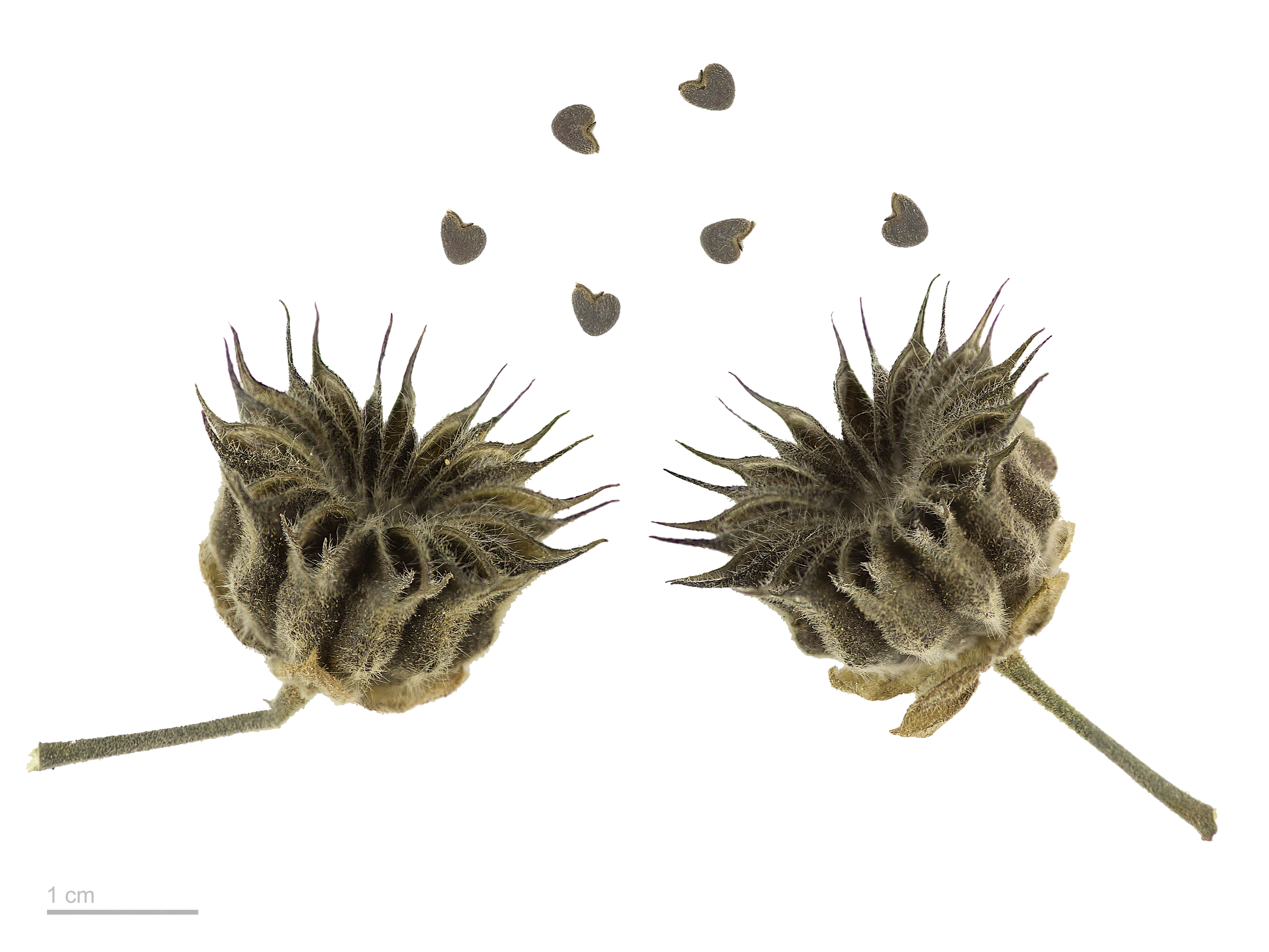
Abutilon theophrasti - Museum specimen